# Deklaracja praw człowieka i obywatela

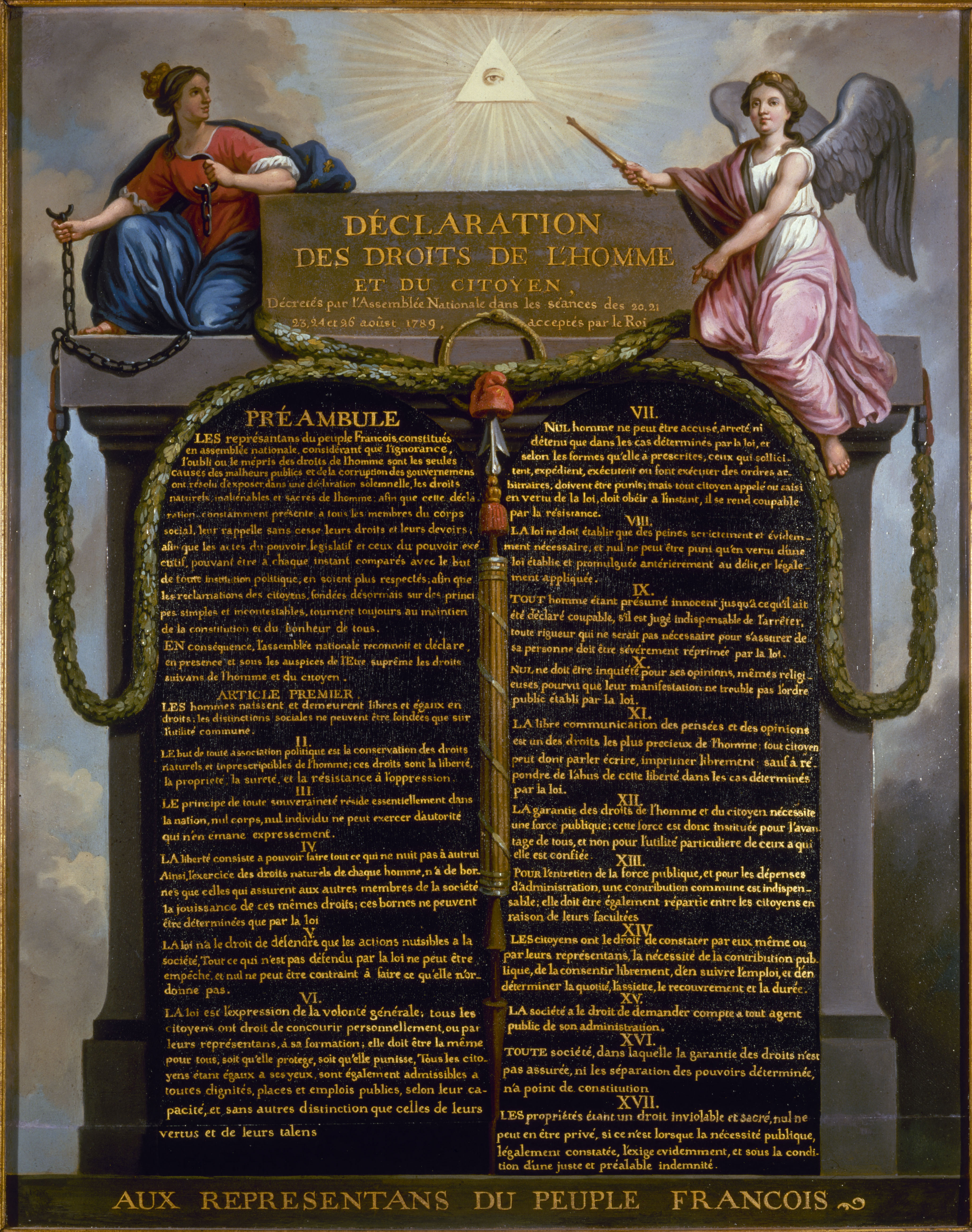
Deklaracja praw człowieka i obywatela przedstawiona w formie zbliżonej do Dekalogu

Deklaracja praw człowieka i obywatela (fr. Déclaration des droits de l'homme et du citoyen) – dokument programowy rewolucji francuskiej, uchwalony 26 sierpnia 1789 przez Konstytuantę. Wywodziła się z filozoficznych i politycznych nurtów oświecenia (Jean-Jacques Rousseau, Monteskiusz, Denis Diderot, John Locke). W 1791 potępiona w liście pasterskim papieża Piusa VI, natomiast w roku 2003 została wpisana na listę UNESCO Pamięć Świata.
Spisana według projektu La Fayette’a, była wyrazem zmian zachodzących we Francji. Z 4 na 5 sierpnia Konstytuanta, znosząc ustrój feudalny, dała początek nowej erze w państwowości tego kraju. Wydanie samej Deklaracji było tylko początkiem szerokiego zakresu prac, które zostały podjęte.

## Rozwiązania szczególne
W jej treści można było wyodrębnić dwie podstawowe grupy zagadnień:
- zasady organizacji państwa:
  - suwerenność narodu francuskiego,
  - trójpodział władzy (wzorowana na podziale Monteskiusza),
- wolności i prawa obywatelskie (fundamentalne i nienaruszalne):
  - wolność fizyczna i duchowa (wolność słowa i wyznania),
  - prawo własności,
  - bezpieczeństwo,
  - opór przeciwko wszelkim formom ucisku,
  - równość wobec prawa i sądu,
  - nietykalność osobista,
  - równy dostęp do urzędów i stanowisk.

## Cel
Deklaracja praw człowieka i obywatela miała na celu zapobieganie nadużyciom władzy (jakie występowało w monarchii absolutnej), umacniając podstawy nowego, republikańskiego porządku. Dokonywała tego, odwracając dotychczasowy porządek prawny: monarcha tracił pozycję suwerena, a stawał się nim naród i to wyłącznie od niego mogła pochodzić wszelka władza.
Deklaracja stanowiła tryumf filozofii oświecenia i jej przedstawicieli, których to poglądy znalazły w niej odzwierciedlenie. Była również daleko posuniętym osiągnięciem z dziedziny praw człowieka, dając im konstytucyjną gwarancję.
Deklaracja wywarła trwały wpływ na francuskie, a w dalszej kolejności również światowe ustawodawstwo oraz praktyki ustrojowe. Pojawiła się w preambule Konstytucji francuskiej z 1791 i stanowiła inspirację dla powstających konstytucji w niektórych państwach. Powołuje się na nią także wstęp do obowiązującej Konstytucji Republiki Francuskiej z 1958.

## Prawa mężczyzn i prawa kobiet
Postanowienia Deklaracji praw człowieka i obywatela obejmowały równouprawnieniem jedynie mężczyzn. Wbrew apelom Nicolasa de Condorceta Konstytuanta odrzuciła objęcie kobiet prawami człowieka, co skłoniło Olimpię de Gouges do opublikowania Deklaracji praw kobiety i obywatelki we wrześniu 1791.